# Dallas Stars
De Dallas Stars is een professionele ijshockeyclub uit de National Hockey League in de Western Conference, Central Division. De franchise speelt in het American Airlines Center in Dallas, Texas. Het team speelt sinds 1993 in Dallas, daarvoor speelde het als de Minnesota North Stars

## Geschiedenis

### Minnesota North Stars
In 1967 werd de NHL uitgebreid met zes teams, waaronder de Minnesota North Stars en de Oakland Seals. De Seals waren geen succes, ze speelden onder verschillende namen en ging eigenlijk onder in de rivaliteit tussen Oakland en San Francisco die beide het team in de stad wilden hebben. Uiteindelijk verhuisde het naar Cleveland, Ohio, maar ook daar kwam het niet uit de verf. In Cleveland was het team, de Cleveland Barons, in handen van de gebroeders Gunds. Ook in Minneapolis ging het niet goed, de plaatselijke Minnesota North Stars kregen in hun eerste seizoen met een sterfgeval te maken. Bill Masterton overleed toen hij met zijn hoofd het ijs raakte en sindsdien wordt de Bill Masterton Memorial Trophy uitgereikt. Op sportief gebied viel het team ook tegen, waarna de gebroeders Gunds in 1978 ook dit team kochten en de North Stars en de Barons gingen samen verder onder de naam van de North Stars. Het fuseren deed het team goed en in 1981 werd de finale van de Stanley Cupplay-offs gehaald, die verloren werd van de New York Islanders. Hierna viel het team echter in een diep gat, waar pas uitgeklommen werd in 1988, toen werd Mike Modano gedraft. De eigenaren, de Gunds, vonden dat Minneapolis niet de geschikte stad was, mede door afwezig professioneel stadion en tegenvallende financiële cijfers, en wilde het weer verhuizen naar de oorspronkelijk plek van de Barons, de Baai van San Francisco.

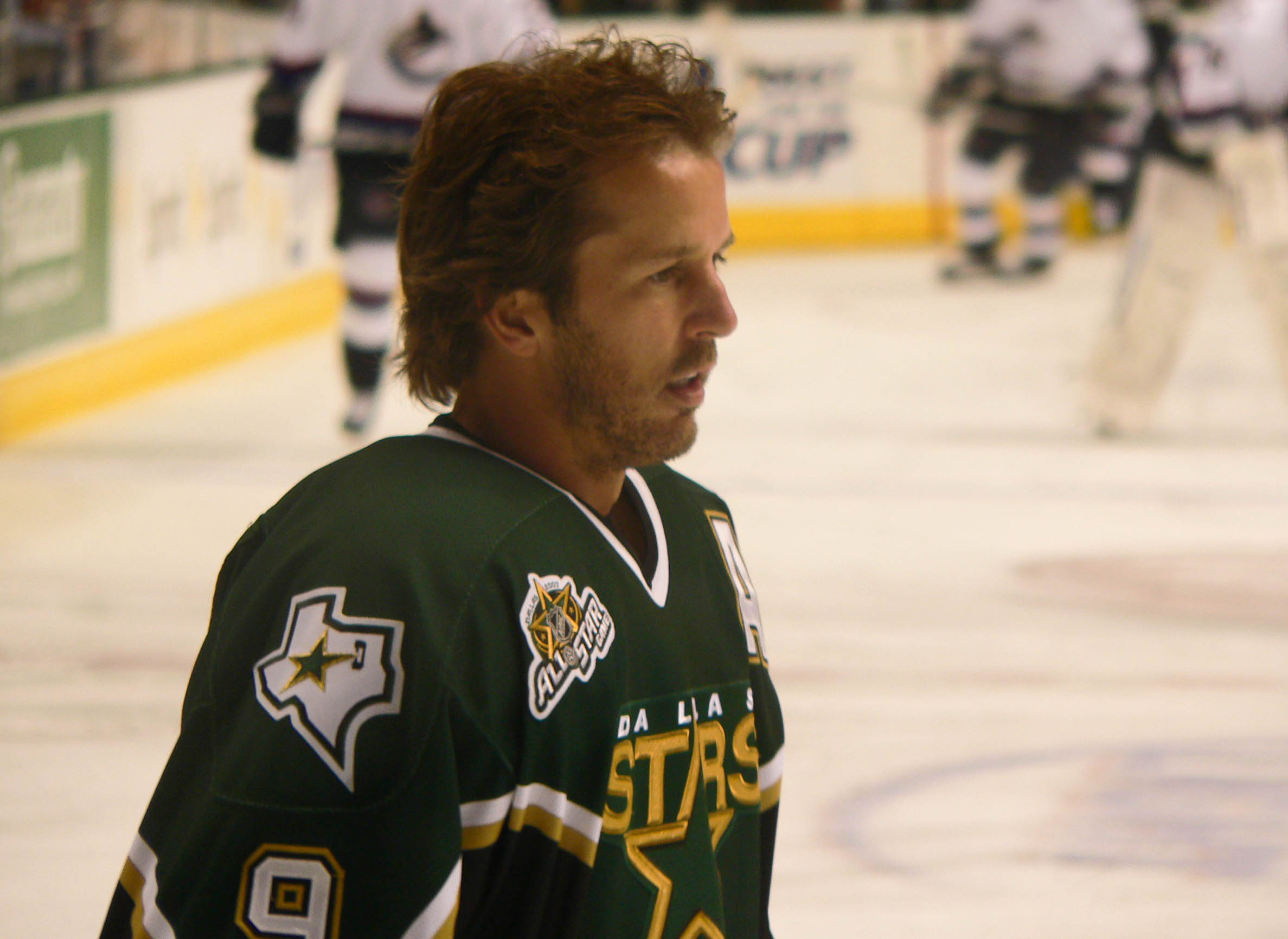
Mike Modano is de enige speler die meer dan 500 doelpunten maakte als speler van de Dallas Stars

De NHL wees de verzoek in 1990 af, maar gaf wel toestemming aan de Gunds om een nieuw team te starten, de North Stars bestond immers uit eigenlijk twee teams. De broers startten in 1991 de San Jose Sharks in San José, Californië, juist toen de North Stars voor de tweede keer de Stanley Cupfinale haalde, maar nu werd verloren van de Pittsburgh Penguins van Mario Lemieux. Doordat een paar spelers van de North Stars overstapten naar de Sharks, gingen de North Stars steeds slechter presteren en in 1993 verhuisde de franchise naar Dallas, Texas.

### Dallas Stars
In Dallas werd eigenlijk alleen de naam licht veranderd naar de Dallas Stars, maar de prestaties werden gelijk beter. Alleen in 1996 werden de play-offs niet gehaald. Aan de hand van Mike Modano, Brett Hull, Brendan Morrow, Joe Nieuwendyk, Derian Hatcher, Jere Lehtinen, Sergei Zubov en goalie Marty Turco werd het een van de sterkste teams van eind jaren 90. In 1998 werd nog in de Conferencefinale verloren van de Detroit Red Wings, maar in 1999 werd de Stanley Cup gewonnen door de Buffalo Sabres te verslaan. Ook het jaar daarna werd de finale bereikt, maar toen werd er verloren van de New Jersey Devils. In '98 en '99 werd ook nog de Presidents' Trophy gewonnen, maar na de eeuwwisseling heeft het team het nog niet verder geschopt dan de tweede ronde van de play-offs. Ook moest er afscheid worden genomen van Bil Guerin en Jason Arnott, maar daartegenover stond de komst van Stu Barnes. In 2006 werden ook nog Eric Lindros, Jeff Halpern en Matthew Barnaby gehaald, waardoor de Stars weer een team vol kwaliteit is geworden.

## Prijzen
- Stanley Cup - 1999
- Presidents' Trophy - 1998 en 1999
- Clarence S. Campbell Bowl - 1999 en 2000

## Play-off optreden
- 2024 - Derde ronde (Edmonton oilers)
- 2016 - Tweede ronde (St. Louis Blues)
- 2015 - Play-offs niet gehaald
- 2014 - Eerste ronde (Anaheim Ducks)
- 2013 - Play-offs niet gehaald
- 2012 - Play-offs niet gehaald
- 2011 - Play-offs niet gehaald
- 2010 - Play-offs niet gehaald
- 2009 - Play-offs niet gehaald
- 2008 - Derde ronde (Detroit Red Wings)
- 2007 - Eerste ronde (Vancouver Canucks)
- 2006 - Eerste ronde (Colorado Avalanche)
- 2004 - Eerste ronde (Colorado Avalanche)
- 2003 - Tweede ronde (Mighty Ducks of Anaheim)
- 2002 - Play-offs niet gehaald
- 2001 - Tweede ronde (St. Louis Blues)
- 2000 - Finale (New Jersey Devils)
- 1999 - Winnaar (Buffalo Sabres)
- 1998 - Derde ronde (Detroit Red Wings)
- 1997 - Eerste ronde (Edmonton Oilers)
- 1996 - Play-offs niet gehaald
- 1995 - Eerste ronde (Detroit Red Wings)
- 1994 - Tweede ronde (Vancouver Canucks)

## Spelers

### Huidige selectie
Bijgewerkt tot 16 oktober 2021 
| #  | Naam              | Nationaliteit    | Pos. |
| -- | ----------------- | ---------------- | ---- |
| 14 | Jamie Benn        | Canada           | LW   |
| 15 | Blake Comeau      | Canada           | LW   |
| 12 | Radek Faksa       | Tsjechië         | C    |
| 11 | Luke Glendening   | Verenigde Staten | C    |
| 34 | Denis Gurianov    | Rusland          | RW   |
| 24 | Roope Hintz       | Finland          | LW   |
| 64 | Tanner Kero       | Verenigde Staten | C    |
| 25 | Joel Kiviranta    | Finland          | LW   |
| 16 | Joe Pavelski      | Verenigde Staten | C    |
| 40 | Jacob Peterson    | Zweden           | C    |
| 47 | Alexander Radulov | Rusland          | RW   |
| 18 | Michael Raffl     | Oostenrijk       | LW   |
| 21 | Jason Robertson   | Verenigde Staten | LW   |
| 91 | Tyler Seguin      | Canada           | C    |
| 2  | Jani Hakanpaa     | Finland          | D    |
| 44 | Joel Hanley       | Canada           | D    |
| 4  | Miro Heiskanen    | Finland          | D    |
| 3  | John Klingberg    | Zweden           | D    |
| 23 | Esa Lindell       | Finland          | D    |
| 5  | Andrej Sekera     | Slowakije        | D    |
| 20 | Ryan Suter        | Verenigde Staten | D    |
| 30 | Ben Bishop        | Verenigde Staten | GK   |
| 70 | Braden Holtby     | Canada           | GK   |
| 35 | Anton Khudobin    | Kazachstan       | GK   |

### Bekende spelers

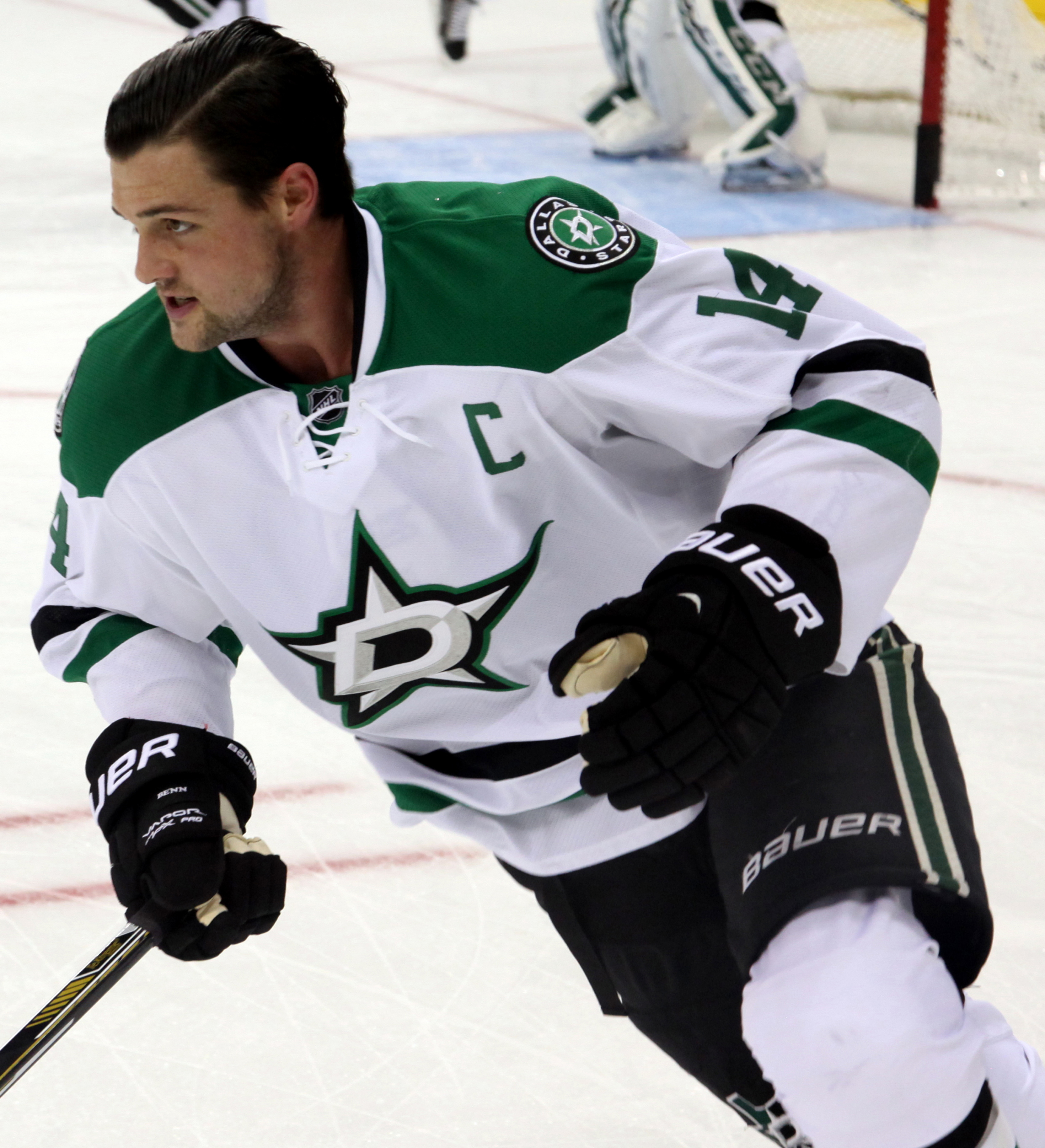
Jamie Benn is de huidige aanvoerder van de Dallas Stars

- Jamie Benn
- Mike Modano
- Brett Hull
- Brendan Morrow
- Eric Lindros
- Joe Nieuwendyk
- Derian Hatcher
- Marty Turco
- Jere Lehtinen
- Jeff Halpern

### Teruggetrokken nummers
- 7 - Neal Broten (1981-1995)
- 8 - Bill Goldsworthy (1967-1977)
- 9 - Mike Modano (1989-2010)
- 19 - Bill Masterton (1967-1968)
- 26 - Jere Lehtinen (1995-2010)
- 56 - Sergej Zoebov (1996-2009)
- 99 - Wayne Gretzky (verboden te dragen in de gehele NHL)